# 85308 Atsushimori
85308 Atsushimori è un asteroide della fascia principale. Scoperto nel 1994, presenta un'orbita caratterizzata da un semiasse maggiore pari a 2,2864696 UA e da un'eccentricità di 0,1823497, inclinata di 5,19790° rispetto all'eclittica.